# ACAM2000
ACAM2000 es una vacuna contra la viruela. La vacuna protege contra la viruela y también  viruela símica (viruela del mono). Una sola dosis generalmente  se usa en personas con alto riesgo de enfermedad. Se administra pinchando la piel de la parte superior del brazo varias veces con una aguja de dos puntas que se ha sumergido en la vacuna. Se han utilizado vacunas similares en todos los grupos de edad. Se puede administrar una dosis de refuerzo cada tres a diez años en aquellas personas con alto riesgo continuo.
Los efectos secundarios comunes incluyen, reacciones en el lugar donde se administró la vacuna, ganglios linfáticos inflamados, fiebre y cansancio. Otros efectos secundarios pueden incluir miocarditis, pericarditis, encefalitis y vaccinia. Si bien el uso durante el embarazo puede dañar al bebé, dicho uso puede estar justificado después de la exposición a la viruela. La vacuna contiene virus vaccinia vivos que pueden propagarse a contactos cercanos.
ACAM2000 fue aprobado para uso médico en los Estados Unidos en 2007. En 2008, reemplazó a Dryvax, la vacuna que fue anterior elegida para prevenir la viruela. Es fabricado por Emergent Product Development Gaithersburg y hecho en cultivo celular. En 2008 el costo a los gobiernos esr alrededor de 5 USD por dosis.